# Floccatura

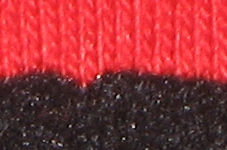
T-Shirt stampata con la tecnica della floccatura (parte inferiore)

Con il termine floccatura elettrostatica si intende un particolare processo per l'ottenimento dell'effetto velluto su superfici diverse.
L'effetto si ottiene orientando e proiettando particolari fibre artificiali o naturali contro superfici spalmate di adesivo. L'energia per orientare ed accelerare la fibra, in modo tale da farla penetrare nello strato incollato, è fornita da un campo elettrostatico applicato fra dosatore di fibra e superficie da floccare.
Le fibre impiegate per il processo di floccatura hanno dimensioni che vanno da pochi decimi di millimetro a qualche millimetro e dinarature molto basse. Possono essere ricavate con procedimento fisico-chimico da fibre di poliammide, rayon, viscosa, cotone in una varietà infinita di colori e taglie.
I settori industriali che impiegano il processo di floccatura vanno dal tessile all'automobilistico. Svariati settori intermedi utilizzano il processo per conferire ai loro prodotti particolari caratteristiche fisiche ed estetiche.